# Synchiropus morrisoni
Synchiropus morrisoni és una espècie de peix de la família dels cal·lionímids i de l'ordre dels perciformes.

## Morfologia
- Els mascles poden assolir 7 cm de longitud total.[1][2]

## Hàbitat
És un peix marí, de clima tropical (24 °C-26 °C) i associat als esculls de corall que viu entre 12-33 m de fondària.

## Distribució geogràfica
Es troba des del Japó fins a Austràlia, Samoa i Tonga.

## Observacions
És inofensiu per als humans.